# Potalia turbinata
Potalia turbinata är en gentianaväxtart som beskrevs av Struwe och V.A.Albert. Potalia turbinata ingår i släktet Potalia och familjen gentianaväxter. Inga underarter finns listade i Catalogue of Life.